# Santa Cecilia, Santiago Yaveo
Santa Cecilia är en ort i Mexiko.   Den ligger i kommunen Santiago Yaveo och delstaten Oaxaca, i den sydöstra delen av landet, 400 km sydost om huvudstaden Mexico City. Santa Cecilia ligger 360 meter över havet och antalet invånare är 245.
Terrängen runt Santa Cecilia är kuperad söderut, men norrut är den platt. Runt Santa Cecilia är det ganska glesbefolkat, med 24 invånare per kvadratkilometer. Närmaste större samhälle är Santa María Puxmetacán, 11,1 km sydost om Santa Cecilia. I omgivningarna runt Santa Cecilia växer i huvudsak städsegrön lövskog.